# Samsung Galaxy Trend Lite

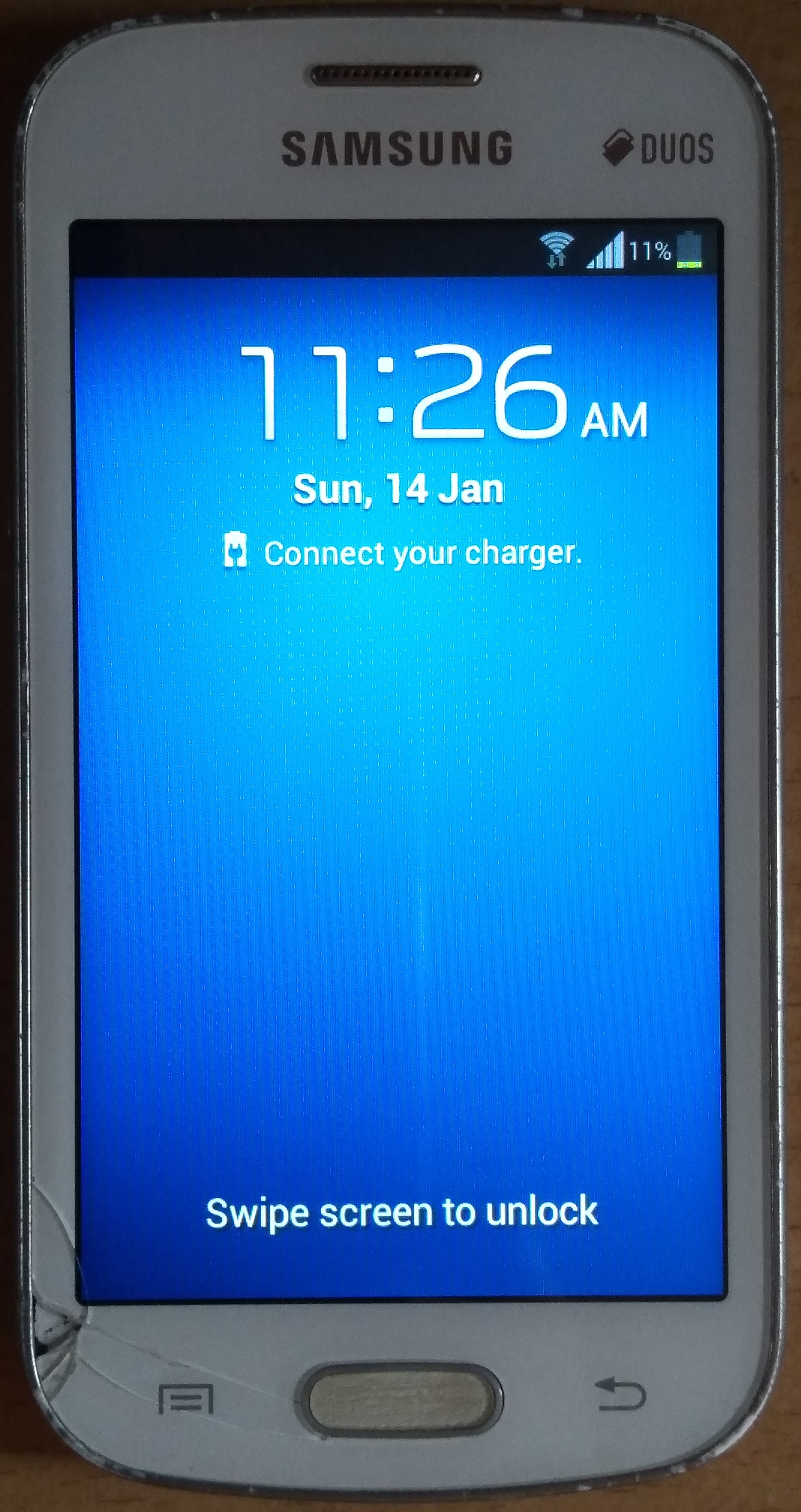
Samsung galaxy

Samsung Galaxy Trend Lite o Samsung Galaxy Fresh es un teléfono inteligente Android de gama baja lanzado por Samsung Electronics en octubre de 2013. Tiene una pantalla táctil TFT LCD de 4 pulgadas e incorpora tecnología 3G.